# Leuchtturm Strömmingsbådan
Der Leuchtturm Strömmingsbådan (finnisch Strömmingsbådanin majakka) ist benannt nach der gleichnamigen Felsen-Inseln in der Kvarken-Straße und gehört zur Gemeinde Malax in der Region Österbotten.

## Geschichte
Nach zahlreichen Schiffbrüchen beschloss man, zum Schutz der Schifffahrt im Bottnischen Meerbusen einen Leuchtturm auf den gefürchteten Untiefen vor Bargö gaddarna zu errichten.
Der Leuchtturm Strömmingsbådan wurde 1873 durch das schwedische Leuchtturmbauamt (schwedisch Fyringenjörskontoret) unter der Leitung des schwedischen Architekten Gustaf von Heidenstam (1822–1887) entworfen. Der Handelsverband von Vaasa gab 1882 seine Zustimmung, woraufhin der Leuchtturm 1884 bei der Gaswerk-Maschinenfabrik in Helsinki in Auftrag gegeben wurde und 1885 in Betrieb genommen werden konnte. Er befindet sich ca. 45 km südwestlich von Vaasa auf einer kleinen Felseninsel.
Der Leuchtturm wurde auf massivem Felsen mit einem runden Betonfundament als schlanker und sich verjüngender Stahlturm errichtet.
Die Beleuchtungseinrichtung war ein französisches Fresnel-Linsensystem, eine Dioptrienlinse von Barbier & Fenestre (Frédéric D. Barbier (1834–1912), Stanislas Fenestre (1836–1887)) aus Paris, das in den westlichen Sektoren einen roten Lichtstrahl auf das Meer projizierte.
Im Jahr 1903 wurde der Leuchtturm noch mit einem Öllicht und ab 1923 mit Acetylen-Gas betrieben. Hierbei wurde auch der Charakter in ein mit roten und weißen Sektoren unterteiltes Blinklicht umgewandelt. Gleichzeitig wurde die Tragweite des Lichts erhöht. Der Leuchtturm wurde 1963 automatisiert und verfügt noch immer über das ursprüngliche optische Fresnel-Linsensystem.
Ab 1987 wurde der Leuchtturm mit Solarzellen betrieben.
Neben dem Leuchtturm befinden sich Wohn- und Nebengebäude, die von den Leuchtturmwärtern genutzt wurden. Für den Leuchtturmwärter und die beiden Leuchtturmwärter-Gehilfen wurden 1885 Wohn- und Lagerräume errichtet. Das Gebäude wurde 1924 abgebaut und zum Lotsengelände von Rönnskär gebracht, wo es als Ersatz für das baufällige Lotsenhaus errichtet wurde. Beide Lagergebäude auf Strömmingsbådan wurden in Wohnhäuser umgewandelt und beherbergten von 1924 bis 1948 die Leuchtturmwärter. Das heutige Leuchtturmwärterhaus wurde 1945–1948 erbaut.  Die Gemeinde Malax kaufte die Gebäude 1989 von der Seefahrtsbehörde und übertrug sie 1990 an den Strömmingsbådans Intresseförening rf. (Interessenverband). Das Schifffahrtshistorische Museum Brändö in Vaasa übernahm die Verwaltung des Nebelhornhauses.
Die Leuchttürme in Finnland werden von der Abteilung Wasserstraßen der finnischen Verkehrsbehörde (Liikennevirasto) unterhalten.